# Tanaostigmodes velasquezi
Tanaostigmodes velasquezi is een vliesvleugelig insect uit de familie Tanaostigmatidae. De wetenschappelijke naam is voor het eerst geldig gepubliceerd in 1933 door Girault.